# Tras la oscuridad
Tras la oscuridad es una película de ciencia ficción estadounidense-mexicana de 2019 dirigida por Batán Silva y protagonizada por Tim Daly, Natalia Dyer, Kyra Sedgwick, John Patrick Amedori y Valorie Curry.

## Sinopsis
A medida que el sol se apaga y la oscuridad envuelve al planeta, una familia debe enfrentarse a los rencores y sanar los dolorosos recuerdos del pasado.

## Elenco
Reparto principal, según lo acreditado:
- Roberto Aguire como Fred
- John Patrick Amedori como Ray
- Valorie Curry como Margot
- Sam Daly como Brian
- Tim Daly como Raymond
- Natalia Dyer como Clara
- Kyra Sedgwick como Georgina